# Wronóg
Wronóg (Coronopus Zinn.) – wyróżniany zwłaszcza w dawnych systemach klasyfikacyjnych rodzaj roślin z rodziny kapustowatych. Zaliczano do niego 10 gatunków spotykanych w Europie, Azji, północnej Afryce i w Ameryce Południowej. Takson ten w XXI wieku został włączony do rodzaju pieprzyca Lepidium ponieważ analizy filogenetyczne, oparte głównie na badaniach molekularnych, wykazały, że tradycyjnie wyróżniany rodzaj Coronopus jest zagnieżdżony w rodzaju Lepidium i jego wyodrębnianie czyni z tego drugiego takson polifiletyczny. 

## Systematyka
Rodzaj w XX wieku ujmowany był jako odrębny w klasyfikacji biologicznej rodziny kapustowatych. Szczegółowe badania nad owocami przeprowadzone przez Karola Latowskiego wskazały wszakże na celowość włączenia tego taksonu w randze podrodzaju (jednego z trzech) w obręb Lepidium. Na konieczność włączenia Coronopus do Lepidium wskazały ostatecznie badania molekularne na przełomie XX i XXI wieku, wskazujące na zagnieżdżenie Coronopus w rodzaju Lepidium, czyniące z tego drugiego w wąskim ujęciu takson polifiletyczny. W efekcie w bazach taksonomicznych (np. The Plant List, Plants of the World, The World Flora Online) rodzaj Cardaria jest konsekwentnie synonimizowany z Lepidium, a należące doń gatunki są włączane do rodzaju pieprzyca. 
Tym niemniej w niektórych publikacjach rodzaj Coronopus wciąż bywa wyróżniany. Należy do nich m.in. wykaz gatunków flory polskiej z 2020 ujmujący dwa gatunki:
- wronóg podwójny Lepidium didymum L., syn. Coronopus didymus (L.) Sm. – w polskiej florze efemerofit
- wronóg grzebieniasty Lepidium coronopus (L.) Al-Shehbaz, syn. Coronopus squamatus (Forssk.) Asch. – w polskiej florze antropofit zadomowiony